# Черче (Івано-Франківський район)
Че́рче —село в Україні, у Рогатинській міській громаді Івано-Франківського району Івано-Франківської області.

## Географія
Через село тече річка Струга.

## Населення
- 860 меш.[1]
- 1 168 меш. (2001 рік)

## Історія
Перша письмова згадка про село відходить до 1435 року, хоча люди жили в цьому місці й у ХІІІ столітті. Назва села походить від землі, на якій оселилися перші монахи — ченці, а потім побудували свій перший монастир. Спочатку село звалося Чернецьке, але пізніше назва перейшла в ту, що використовується сьогодні.
У податковому реєстрі 1515 року в селі документується піп (отже, уже тоді була церква) і 2 лани (близько 50 га) оброблюваної землі.
26 червня 1919 року біля лісу Вилінь відбувся рукопашний бій, в ході якого УГА відкинула поляків за річку Свірж. Загиблих 8 стрільців УГА, двох підстаршин і хорунжого Петра Барана поховали на цвинтарі. Польська жандармерія кілька разів руйнувала могилу, в 1944 р. її зруйнували енкаведисти. У 1990 році відновлена.
У 1939 році в селі проживало 1770 мешканців (1760 українців-грекокатоликів, 5 українців-римокатоликів і 5 євреїв).
12 червня 2020 року, відповідно до Розпорядження Кабінету Міністрів України  № 714-р «Про визначення адміністративних центрів та затвердження територій територіальних громад Івано-Франківської області», увійшло до складу Рогатинської міської громади.
19 липня 2020 року, в результаті адміністративно-територіальної реформи та ліквідації Рогатинського району, село увійшло до складу новоутвореного Івано-Франківського району.

## Пам'ятки
- Церква Св. Василя Великого 1733 [Архівовано 20 лютого 2020 у Wayback Machine.]
- Церква Св. Василя Великого 1897 [Архівовано 1 липня 2019 у Wayback Machine.]
- Братська могила вояків УГА[7]

## Цілющі води Черче
В 1904 році в околицях Рогатина під час військових маневрів військові лікарі звернули увагу на якість черченських вод, але громадська рада у той час не погодилась на їх промислову експлуатацію. У цьому ж році Д-р Іван Куровець писав:
|  | Черче має перед собою будуччину, але ше треба великого вкладу гроша і праці. Під увагу управи подаю свої помічення. Управа повинна для хорих жидів побудувати жидівський павільйон з їх кошерною кухнею. Це спричинить те, що жидівська заможна клієнтеля завитає до Черча і своїми грішми причиниться до його розбудови. |

Курорт розбудований українською спілкою «Живець Черче» на чолі з М. Панчишиним у 1930-х роках.
На базі сірководневих джерел з сульфідними водами у селі Черче ще з 1925 року функціонує курорт. Бальнеологічний і грязьовий курорт Черче як лікувальні засоби використовує сірко-водневу, сульфатно-гідрокарбонатно-кальцієву та сульфатно-кальцієву лікувальні води, які уживають до пиття і ванн, та поєднують з місцевою торф'яною гряззю. Тут лікують хвороби опорно-рухового апарату, периферичної нервової системи, зокрема різні види поліартритів, радикуліт, неврит, гіпертонічну хворобу, а також гінекологічні захворювання.
Сульфідні (сірководневі) води бальнеологічного курорту «Черче» — унікальні лікувальні мінеральні води в Івано-Франківській області. Мінеральна вода черченського курорту має у своєму складі біологічно активну сполуку — сірководень в концентраціях до 22.6 мг/дм3 (при нормативних вимогах не менше 10 мг/дм3).

## «Богданівка» і Богдан Лепкий
Жителі Бережанщини та Рогатинщини, зібрали добровільні пожертвування і у 1932 придбали ділянку та цеглу для вілли Б. Лепкого. Зібраними коштами та заощадженнями письменників споруджено дім за проектом Романа Грицая. Віллу було названо «Богданівкою». На території села було зведено дерев'яну каплицю за проектом того ж архітектора. На думку дослідника архітектури Василя Слободяна, це була одна з найкращих каплиць у стилі модерн в Галичині. Після перетворення села на радянський курорт, каплицю знищено.
Одним із співзасновників курорту в Черче та його директором протягом 1931–1939 був Левко Лепкий — рідний брат Богдана Лепкого.
У Черче Б. Лепкий у 1930–1939 відпочивав і творив у канікулярний період — спочатку в пансіонаті «Роксоляна», а з 1933 — у віллі «Богданівка». Із Черче навідувався до родича Петра Смика (батька д-ра Романа Смика) у с. Жовчів (нині — Рогатинського району Івано-Франківської області), там малював картини, ікони.

## Сучасність
- Черченський обласний навчально-реабілітаційний центр Івано-Франківської обласної ради

## Постаті
- Гоголь Ганна Григорівна (1901—1963) — українська радянська діячка. Депутат Народних зборів Західної України в 1939 році. Депутат Верховної Ради УРСР 1-го скликання (1940—1947). Депутат Верховної Ради СРСР 2-5-го скликань (1946—1962).
- Іванило Михайло — окружний провідник ОУН Рогатинщини, лицар Срібного хреста заслуги УПА
- Кіт Мирон Григорович (1938—2022) — український ґрунтознавець, кандидат географічних наук, почесний член Українського товариства ґрунтознавців і агрохіміків, член Українського географічного товариства та наукового товариства імені Тараса Шевченка. Колишній професор Львівського національного університету імені Івана Франка
- Сапило Віталій Романович (2000—2022) — лейтенант ЗСУ, командир танкового взводу, учасник російсько-української війни. Герой України (посмертно).
- Стек Іван Дмитрович (1896—1974) — хорунжий УГА, військовий лікар, учасник боїв за Львів 1918—1919 та Чортківської офензиви.
- Хіцяк Юрій Олегович (05.05.1997—14.02.2024) — військовослужбовець ЗСУ, загинув під час виконання бойового  завдання в бою за Україну, її свободу і незалежність.